# Liànxíqǔ
Liànxíqǔ é um filme de drama taiwanês de 2006 dirigido e escrito por Chen Huai-En. Foi selecionado como representante de Taiwan à edição do Oscar 2007, organizada pela Academia de Artes e Ciências Cinematográficas.

## Elenco
- Ming-hsiang Tung - Ming